# Zeekoevlei
Zeekoevlei est un lac d’eau douce situé dans les Cape Flats au Cap en Afrique du Sud.

## Étymologie
Son nom signifie "marais à hippopotames", "vlei" étant le mot afrikaans pour "marais", et "zeekoe" (littéralement "vache de mer") étant le mot néerlandais pour hippopotame. Ce terme est toutefois inexact car un marais et un vlei sont deux types de plans d’eau très différents, et Zeekoevlei n'est pas un marécage mais un lac. Le mot afrikaans pour hippopotame est "seekoei".

## Géographie
La superficie du lac est de 258 hectares. 
La réserve naturelle de Zeekoevlei (établie en juin 2000) est basée autour du lac. La superficie totale de la réserve est de 344 hectares. Elle est séparée par une péninsule de la réserve naturelle de Rondevlei et préserve les écosystèmes d’eau douce en voie de disparition des basses terres du Cap. 
Zeekoevlei est souvent utilisé pour faire de l’aviron et de la voile.